# The Hippopotamus
The Hippopotamus (eerste uitgave: 1994) is de tweede roman van Stephen Fry. Het boek gaat over Ted Wallace, een humeurige man van middelbare leeftijd.

## Verhaal
De hippopotamus uit de titel is Edward "Ted" Wallace, een zure, promiscue, humeurige, whisky-drinkende man van middelbare leeftijd, die gefaald is als dichter en daarom is gaan werken als toneelrecensent. Het verhaal begint nadat hij is ontslagen bij de krant waarvoor hij werkte.
Hij ontmoet voor het eerst sinds lange tijd zijn petekind Jane, die in de terminale fase van leukemie zit. Ze vraagt hem een oude vriend te gaan bezoeken op het platteland van Norfolk. Daar, in het buitenhuis van Lord Michael Logan en zijn vrouw Lady Anne, moet hij voor Jane mysterieuze gebeurtenissen onderzoeken, zonder dat ze uitlegt waar het precies over gaat.
Ted brengt regelmatig rapport uit aan Jane in de vorm van lange brieven. Hierin wordt ze op de hoogte gebracht van de gebeurtenissen in Swafford Hall, maar ook van zijn denkbeelden op het gebied van vrouwen, kunst, poëzie en de wereld van tegenwoordig. Ondertussen probeert hij er ook achter te komen wat nu precies de vreemde gebeurtenissen zijn die hij voor Jane moet onderzoeken.
Na verloop van tijd wordt het duidelijk dat de andere gasten in het huis genezende krachten toekennen aan een van Logans kinderen, David - Teds andere petekind. Onder de andere gasten zijn een grappige en enorm campy televisieproducent, een zakenman met zijn vrouw en hun klungelige tienerdochter, een vriendin van Jane en Jane's moeder.
De levensverhalen van de familie Logan en dat van Ted zelf vormen de achtergrond van het verhaal. Het komische verhaal is doorweven met een verzameling aan soms nogal ongewone seksuele handelingen, terwijl Ted de manier ontdekt waarop Davids "genezing" tot stand komt.